# Szombathely tömegközlekedése
Szombathely tömegközlekedésének üzemeltetéséről a Blaguss Agora Hungary Kft. gondoskodik.

## Szombathely tömegközlekedésének története

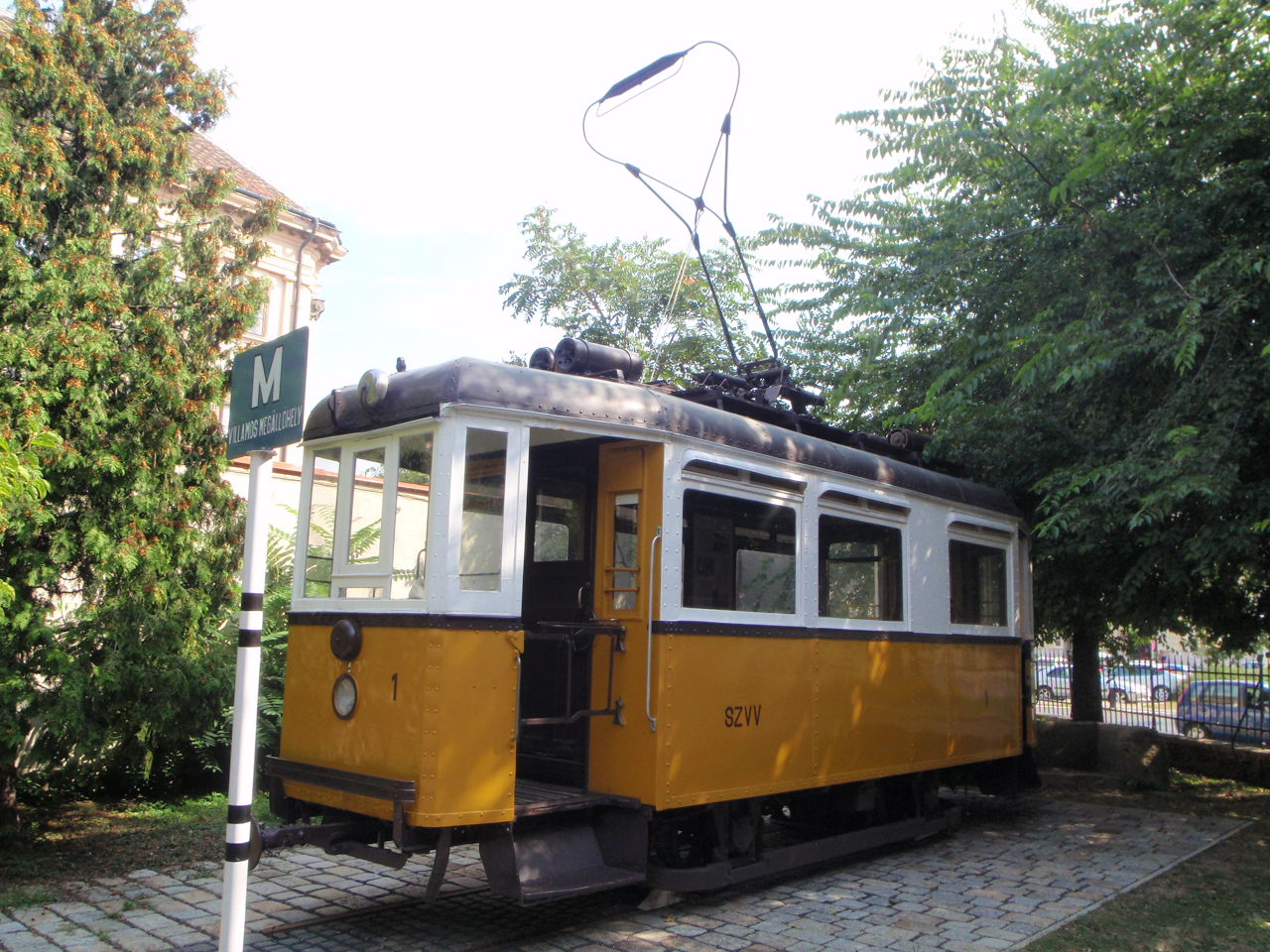
1. számú villamoskocsi a Smidt múzeum kertjében

Vas megye székhelye Szombathely, 1865 és 1894 között fontos vasúti csomóponttá vált. Ebben jelentős szerepe volt Horvát Boldizsár, az 1867-es kormány igazságügyminiszterének, Hollán Ernő közlekedésügyi államtitkárnak, valamint Széll Kálmán egykori miniszterelnöknek. A vasútnak köszönhetően megindult a város fejlődése és fokozatosan kiépült a modern polgárváros. Azonban a XIX. század végén a városközpont és a vasútállomás még 1,5 kilométer távolságra voltak egymástól. A város népességének jelentős növekedése, az utazók, átutazók és a célirányosan közlekedők igényei indokolttá tették a helyi tömegközlekedés fejlesztését. 

### Az omnibusz
Az első helyi tömegközlekedési eszköz 1865-től az omnibusz volt. A városi tanács először az 1872. december 21-én kiadott rendeletében szabályozta a társas-kocsik (omnibuszok) közlekedését. Eszerint az omnibusz-tulajdonosoknak minden vonat indulásához és érkezéséhez kellett társaskocsit igazítaniuk. Ekkoriban naponta 11 személyvonat közlekedett (indult és érkezett a szombathelyi pályaudvarra). 1874-ben három, 1891-ben pedig már négy vonalon közlekedtek a lóvontatású járművek, melyek a város szállói és a vasútállomás között szállították az utasokat. A viteldíj általában 10 krajcár volt, de a városközpont és a vasútállomás között 15 krajcár, éjjel 20 krajcár volt. (Ekkoriban 10 krajcárért 5 darab tojást adtak a helyi piacon.) A 10 éven aluli gyermekeknek ezen díjak felét kellett fizetni. A források szerint az omnibuszok 8-14 személyesek, egyszintesek és kétfogatúak voltak, megállóhelyeket nem jelöltek ki számukra. Menet közben bárki megállíthatta őket, ha le,- illetve felszállni szeretett volna. A villamos közlekedés megindulásával, fokozatosan háttérbe szorultak és eltűntek a város utcáiról. A szombathelyi Fő téren, az egykori Zöldfa Vendéglő épületén (Fő tér 15.), emléktábla őrzi a helyi omnibuszok és a helyi tömegközlekedés kezdeti időszakát.

### A villamos
1895-ben Éhen Gyulát választják meg a város polgármesterének. Munkásságának köszönhetően az urbanizációs folyamatok felgyorsulnak, és kialakulnak a modern nagyváros alapjai. Többek között az ő érdeme is, hogy 1897. június 4-én három motorkocsival a villamosforgalom is elindult Szombathelyen. Az első vonalszakasz a Püspöki iskola és a vasútállomás között működött. A hálózat két év múlva, 1899. november 15-én bővült az Óperint és Kálvária utcai szakaszokkal. 1915-ben a Kálvária utcai végállomásnál átadták az új remízt, ami műhelyként és várócsarnokként is üzemelt. A korábbi remíz, a Kiskar utca Kossuth Lajos utca sarkán álló és a villamost is üzemeltető Vasvármegyei Elektromos Művek Rt. telephelyén volt. A kocsiszín bejárata a Thököly utca sarkán volt, később az ÉDÁSZ telephelye lett. A villamos az 1970-es években 7,5 millió utast szállított évente, ezalatt a helyi autóbuszokkal 3,5-4 millióan utaztak. Reggel 5 órától este 23.15-ig 5 percenként közlekedett a villamos. Három helyen, a két végállomáson és a Fő téri kitérőben kerülték egymást a villamosok, ugyanis a villamospálya egyvágányú volt. 1903. december 18-ától a pályaudvar új felvételi épületéig hosszabbították meg az útvonalat, ezzel a városi vasút elérte legnagyobb kiterjedését, mely 3116 méter lett. Az 1960-as évek végétől a Közlekedési- és Postaügyi Minisztérium a kis forgalmú vasútvonalakat és az egyvágányú villamos vonalakat fokozatosan bezárta. Ennek következtében 1974. augusztus 20-án megszűnt a villamosközlekedés Szombathelyen, a helyi tömegközlekedést autóbuszjáratokkal oldották meg.
A város villamosai közül egy megmaradt jármű még ma is látható Szombathelyen. Az 1-es pályaszámú villamos, 1997-től 2007-ig a pályaudvar előtt volt kiállítva. A rongálók miatt, az értékmegőrzés érdekében átkerült a Smidt Múzeum udvarába.

### Az autóbusz
Az első buszjárat az ötvenes években indult meg, észak-déli útvonalon. Herény és Szentkirály között közlekedett egy államosított Mercedes gyártmányú busszal. (Az államosítás előtt Gangel Imre tulajdonában volt a busz, és Pornóapáti felé közlekedett). A busz első sofőrje Guttmann László volt. Az autóbuszt is a villamost üzemeltető vállalkozás, a Szombathelyi Villamosvasút Vállalat (SZVV) üzemeltette. A II. világháborút követően több próbajárat is volt, végül a villamosvasút indított helyi autóbuszjáratokat. A járműpark 2 darab Rába Special és 1 darab Diesel Mercedes autóbuszból állt. A járművek a várost kelet-nyugati irányba átszelő villamosvasútra merőlegesen, az észak-déli városrészeket kötötték össze a pályaudvarral. 1957 és 1960 között 6 újabb útvonalon indult meg a helyi busz közlekedés, azonban a viszonylatok és a járatok száma jelentősen elmaradt az igényektől. 1968-ban kezdte meg a forgalomirányító szolgálat működését az Éhen Gyula téren, majd még ebben az évben álltak forgalomba az első csuklós autóbuszok. 1965-ben épült fel az Ady téri buszpályaudvar, amely ma is eredeti helyén és formájában áll. A szombathelyi Autóközlekedési Vállalat (17. AKÖV) új központi épülete 1966-ban készült el a Körmendi úton. 1970-től Volán 17. Vállalat néven működő cég üzemeltette a helyi autóbusz járatokat. 1974 augusztusában a villamosközlekedés megszűnésével egységes tömegközlekedést vezettek be, ezért az Éhen Gyula téren új helyijáratos autóbusz-állomás létesült. A villamos kiváltására 8 új Ikarus 200-as családba tartozó autóbuszt kapott a VOLÁN 17. sz. Vállalat, és 1975-re a helyi viszonylatok száma 25-re nőtt. A gyorsabb utascsere érdekében az Ikarus 266-os típus 3 ajtós változataiból is szerzett be a vállalat. 1982 és 1983-ban a Budapesti Közlekedési Vállalattól és a Miskolci Közlekedési Vállalattól használt Ikarus 280-asokat vásároltak. 1984 novemberében a Főtér sétálóövezetté alakult, emiatt 13 helyi autóbuszjárat útvonala módosult. 1996 júniusában változtatták meg a menetrendi és megállóhelyi utastájékoztatás formáját, emellett bevezették az első ajtós felszállási rendszert, valamint attól kezdve a szombathelyi lakosok születésnapjukon díjmentesen utazhatnak a helyi járatokon.
2001 májusától a vonalhálózat teljesen megváltozott. Megszűntek az Y, V és M-mel jelzett járatok.
2009-ben 11, és 2012-ben 15%-os menetrendi racionalizálást vezettek be a város költségvetési hiányának pótlása érdekében. Mindeközben 2011 nyarán az utastájékoztatásban egy nagyobb fejlesztés valósult meg. Az új rendszer GPRS alapon működik, kintről látható a járatszám, az induló és az érkező végállomás, míg bentről a soron következő megállóról és a pontos időről kapunk információt.
A 2010-es évekig Szombathelyen szinte kizárólag hazai Ikarus-buszokkal utazhatott a közönség, ekkor még a járműpark jelentős hányada csuklós buszokból állt. 2009 és 2011 között azonban Credo BN 12 típusú szóló kocsikkal fiatalodott a járműpark, legtöbbjük csuklós buszokat váltott ki.
2013 szeptemberétől azonban bővült az utazási kínálat, 5 új járat indult (3A, 6A, 22, 25, 27), és számos járatot sűrítettek. Az új járatok a 6A kivételével sikeresek voltak, így azt a következő év februárjában megszüntették. 2015 márciusában az EPCOS Kft. és az iQor Kft. kérésére indult el ismét a 8H jelzésű, és hosszabbodott meg a 10H viszonylat. 2016. február 1-től a déli városrész közlekedése alakult át, megszűntek az 1-es, 1A járatok, melyeket a 12-es és az – új útvonalon közlekedő – 21-es váltott ki. Egy év elteltével felülvizsgálták az új rendszert, így az új körjáratok betétjáratokkal bővültek (12B, 21A, 21B).
2018. február 1-jétől újra közlekedik 6A jelzéssel busz, Minerva lakópark – Vasútállomás – BPW-Hungária Kft. útvonalon, továbbá a 22-es autóbusz a Szűrcsapó utca helyett a Váci Mihály utcán közlekedik, illetve menetrendi módosítást vezettek be a 4H járatnál, mely így már szabadnapokon is közlekedik.
A 2021-ben megpályáztatott helyi autóbuszos személyszállításra június 30-án Szombathely önkormányzata a korábbi szolgáltató, a Volánbusz helyett a Blaguss Agorával kötötte meg a 2022. január 1-jétől 10 évre szóló közszolgáltatási szerződést.
2022. augusztus 1-jétől életbe lépett új menetrendet a Blaguss az előző félévben tapasztaltak alapján alakította ki.

## Járműpark
2022. január 1-jétől:
| Típus                  | Darab | Évjárat | Rendszám    |
| ---------------------- | ----- | ------- | ----------- |
| Mercedes-Benz Citaro   | 25    | 2021    | SZW-804–828 |
| Mercedes-Benz Citaro G | 5     | 2021    | SZW-829–833 |
| Mercedes-Benz Sprinter | 3     | 2021    | SZW-801–803 |

## Autóbuszvonalak
Érvényes 2025. február 1-jétől:
| Vonalszám | Végállomások | Végállomások | Megjegyzés |
| --------- | --- | --- | --- |
| 1U        | Vasútállomás – Bogát, szociális otthon – Bükkfa utca – Vasútállomás                                              | Vasútállomás – Bogát, szociális otthon – Bükkfa utca – Vasútállomás                                              | Csak munkanapokon, csúcsidőben közlekedik. A bogáti városrészen az óramutató járásával ellenkező irányban közlekedik.                                                         |
| 2A        | Vasútállomás – Váci Mihály utca – Brenner Tóbiás körút – Újtemető – Vasútállomás (körjárat)                      | Vasútállomás – Váci Mihály utca – Brenner Tóbiás körút – Újtemető – Vasútállomás (körjárat)                      | A 2A, 29A járatok összehangoltan közlekednek az óramutató járásával ellentétes irányban.                                                                                      |
| 2C        | Vasútállomás – Újtemető – Brenner Tóbiás körút – Váci Mihály utca – Vasútállomás (körjárat)                      | Vasútállomás – Újtemető – Brenner Tóbiás körút – Váci Mihály utca – Vasútállomás (körjárat)                      | A 2C, 29C járatok összehangoltan közlekednek az óramutató járásával megegyező irányban.                                                                                       |
| 5         | Minerva lakópark                                                                                                 | Oladi városrész                                                                                                  | Csak tanítási napokon, csúcsidőben közlekedik. A Minerva lakópark felől érkező járatok a Perint híd megállótól 9-es jelzéssel közlekednek tovább a Vasútállomás megálló felé. |
| 6–7       | Minerva lakópark                                                                                                 | Újperint, Erkel utca 54.                                                                                         | |
| 8         | Autóbusz-állomás                                                                                                 | Zanat | |
| 9         | Vasútállomás | Joskar-Ola városrész – Oladi városrész                                                                           | Csúcsidőben a "Perint híd" megállótól 5-ös járatként közlekedik tovább az Oladi városrész, irányába.                                                                          |
| 12        | Herény, Béke tér                                                                                                 | Bogát, szociális otthon (hurokjárat)                                                                             | A bogáti városrészen az óramutató járásával megegyező irányban közlekedik. |
| 20        | Vasútállomás – Városháza – Nárai út – Parkerdő lakópark – Oladi iskolák (körjárat)                               | Vasútállomás – Városháza – Nárai út – Parkerdő lakópark – Oladi iskolák (körjárat)                               | Csak munkanapokon közlekedik. |
| 21        | Herény, Béke tér                                                                                                 | Bogát, szociális otthon (hurokjárat)                                                                             | A bogáti városrészen az óramutató járásával ellentétes irányban közlekedik.                                                                                                   |
| 21A       | Vasútállomás | Bogát, szociális otthon (hurokjárat)                                                                             | A bogáti városrészen az óramutató járásával ellentétes irányban közlekedik.                                                                                                   |
| 22        | Vasútállomás – Kilátó út – Olad – Aranypatak lakópark – Derkovits városrész – Kórház – Minerva lakópark – Herény | Vasútállomás – Kilátó út – Olad – Aranypatak lakópark – Derkovits városrész – Kórház – Minerva lakópark – Herény | Csak munkanapokon közlekedik. |
| 23        | Vasútállomás | Petőfi telep, autóbusz-forduló                                                                                   | Csak munkanapokon közlekedik. |
| 27        | Zanat | Parkerdő, autóbusz-forduló                                                                                       | |
| 27A       | (Zanat–) Vasútállomás                                                                                            | Parkerdő lakópark                                                                                                | Csak munkanapokon közlekedik. |
| 29A       | Vasútállomás – Szűrcsapó utca – Brenner Tóbiás körút – Joskar-Ola városrész – Vasútállomás (körjárat)            | Vasútállomás – Szűrcsapó utca – Brenner Tóbiás körút – Joskar-Ola városrész – Vasútállomás (körjárat)            | A 2A, 29A járatok összehangoltan közlekednek az óramutató járásával ellentétes irányban.                                                                                      |
| 29C       | Vasútállomás – Joskar-Ola városrész – Brenner Tóbiás körút – Szűrcsapó utca – Vasútállomás (körjárat)            | Vasútállomás – Joskar-Ola városrész – Brenner Tóbiás körút – Szűrcsapó utca – Vasútállomás (körjárat)            | A 2C, 29C járatok összehangoltan közlekednek az óramutató járásával megegyező irányban.                                                                                       |
| 30Y       | Minerva lakópark                                                                                                 | Olad, autóbusz-forduló                                                                                           | |

### Hivatásforgalmú vonalak
| Vonalszám | Végállomások                        | Végállomások                  | Megjegyzés |
| --------- | ----------------------------------- | ----------------------------- | ---------- |
| 4H        | Oladi városrész, autóbusz-váróterem | BPW-Hungária Kft.             |            |
| 5H        | Olad, autóbusz-forduló              | Ipartelep, autóbusz-forduló   |            |
| 7H        | Arany János utca                    | Rumi út 142.                  |            |
| 8H        | Oladi városrész, autóbusz váróterem | iVy Technology Kft. (Vépi út) |            |
| 10H       | Oladi városrész, autóbusz-váróterem | Vásártér utca                 |            |

### Megszűnt vonalak
| Vonalszám | Végállomások                                                                                           | Végállomások                                                                                           | Megjegyzés |
| --------- | --- | --- | --- |
| 1         | Herény, Béke tér                                                                                       | Bogát, szociális otthon                                                                                | |
| 1A        | Vasútállomás                                                                                           | Bogát, szociális otthon                                                                                | |
| 1C        | Vasútállomás                                                                                           | Herény, Béke tér                                                                                       | |
| 3A        | Vasútállomás                                                                                           | Oladi városrész, autóbusz-váróterem                                                                    | |
| 6A        | Minerva lakópark                                                                                       | BPW-Hungária Kft.                                                                                      | |
| 7A        | Vasútállomás                                                                                           | Újtemető                                                                                               | |
| 7C        | Vasútállomás                                                                                           | Újtemető                                                                                               | |
| 8         | Autóbusz-állomás (Brutscher utca)                                                                      | Zanat, autóbusz-forduló                                                                                | |
| 9H        | Szolgáltatóház (Váci Mihály utca)                                                                      | Ipartelep, autóbusz-forduló                                                                            | |
| 12B       | Vasútállomás – Károly Róbert utca – Bogát – Sport tér – Károly Róbert utca – Vasútállomás (hurokjárat) | Vasútállomás – Károly Róbert utca – Bogát – Sport tér – Károly Róbert utca – Vasútállomás (hurokjárat) | |
| 20A       | Vasútállomás – Szűrcsapó utca – Brenner Tóbiás körút – Városháza – Vasútállomás (körjárat)             | Vasútállomás – Szűrcsapó utca – Brenner Tóbiás körút – Városháza – Vasútállomás (körjárat)             | Csak tanítási napokon közlekedik. A 2A, 20A, 29A járatok összehangoltan közlekednek az óramutató járásával ellentétes irányban.                         |
| 20C       | Vasútállomás – Városháza – Brenner Tóbiás körút – Szűrcsapó utca – Vasútállomás (körjárat)             | Vasútállomás – Városháza – Brenner Tóbiás körút – Szűrcsapó utca – Vasútállomás (körjárat)             | Csak tanítási napokon közlekedik. A 2C, 20C, 29C járatok összehangoltan közlekednek az óramutató járásával megegyező irányban.                          |
| 21B       | Vasútállomás – Károly Róbert utca – Sport tér – Bogát – Károly Róbert utca – Vasútállomás (hurokjárat) | Vasútállomás – Károly Róbert utca – Sport tér – Bogát – Károly Róbert utca – Vasútállomás (hurokjárat) | |
| 24        | Minerva lakópark                                                                                       | Oladi városrész, autóbusz-váróterem                                                                    | Csak munkanapokon közlekedik. Gyorsjárat a Minerva lakópark és az Oladi városrész között. Teszt jelleggel üzemel.                                       |
| 25        | Vasútállomás                                                                                           | Aranypatak lakópark                                                                                    | Csak munkanapokon közlekedik. |
| 26        | Vasútállomás                                                                                           | Parkerdő, autóbusz-forduló                                                                             | |
| 28        | Autóbusz-állomás                                                                                       | Zanat, autóbusz-forduló                                                                                | |
| 35        | Minerva lakópark                                                                                       | Olad, autóbusz-forduló                                                                                 | |
| 901       | Vasútállomás → Herény → Váci Mihály utca → Brenner Tóbiás körút → Volánbusz Zrt.                       | Vasútállomás → Herény → Váci Mihály utca → Brenner Tóbiás körút → Volánbusz Zrt.                       | Éjszakai igényvezérelt vonalak, az autóbuszok az Iseum InterCity-hez csatlakoztak, és csak akkor indultak el a vasútállomásról, ha volt felszálló utas. |
| 902       | Vasútállomás → Joskar-Ola városrész → Bogát → Volánbusz Zrt.                                           | Vasútállomás → Joskar-Ola városrész → Bogát → Volánbusz Zrt.                                           | Éjszakai igényvezérelt vonalak, az autóbuszok az Iseum InterCity-hez csatlakoztak, és csak akkor indultak el a vasútállomásról, ha volt felszálló utas. |
| 903       | Vasútállomás → Minerva lakópark → Kámon → 11-es Huszár út 69.                                          | Vasútállomás → Minerva lakópark → Kámon → 11-es Huszár út 69.                                          | Éjszakai igényvezérelt vonalak, az autóbuszok az Iseum InterCity-hez csatlakoztak, és csak akkor indultak el a vasútállomásról, ha volt felszálló utas. |
| 3H        | Vasútállomás                                                                                           | iSi Automotive                                                                                         | |
| 6H        | Újperint, Erkel utca 54.                                                                               | Ipartelep, autóbusz-forduló                                                                            | |

## Díjszabás
A helyi járat díjtételeit Szombathely Megyei Jogú Város Önkormányzata és a Blaguss Agora Hungary között megkötött közszolgáltatási szerződés határozza meg.
1996 óta a buszokra csak az első ajtón lehet felszállni. Felszálláskor a bérletet fel kell mutatni az autóbuszvezetőnek. A jegyeken és bérleteken lévő QR-kódot kell beolvasni felszálláskor az első ajtóval szemben elhelyezett készülékkel.
A Microsoft Train Simulator programjához elkészült a város villamosüzeme is.
Az OMSI 2 buszszimulátorhoz letölthető egy szombathelyi pálya is, mely 9 autóbuszjáratot (3A, 5, 7, 9, 22, 25, 27, 30Y, 35) tartalmaz.